# Calcio Forlì 1986-1987
Questa pagina raccoglie le informazioni riguardanti il Calcio Forlì nelle competizioni ufficiali della stagione 1986-1987.

## Stagione
Nella stagione 1986-1987 il Forlì disputa il girone C del campionato di Serie C2, ottiene 31 punti con il dodicesimo posto in classifica. Dopo tre stagioni lascia il Forlì il presidente Tiziano Tampellini, la carica passa ad Arturo Gradara. Sulla panchina arriva la coppia formata da Antonio Gridelli e da Franco Varrella, quest'ultimo è di fatto il vero allenatore dei biancorossi, "sacchiano" della prima ora, comincia dal Forlì una discreta carriera, che lo porterà come secondo di Arrigo Sacchi, con la nazionale azzurra. In un girone di C2 con molte squadre blasonate, il Forlì chiude il campionato in una tranquilla posizione di classifica. Importanti le sette reti di Michele Mancini, che si sono rivelate decisive per tenere i biancorossi fuori dalla zona bassa della classifica. Salgono in Serie C1 la Vis Pesaro ed il Francavilla, scendono in Serie D il Matera, la Maceratese ed il Cesenatico.
Nella Coppa Italia di Serie C il Forlì disputa prima del campionato il girone H di qualificazione, che promuove la Centese ai sedicesimi di finale, raccogliendo nel raggruppamento tre pareggi e tre sconfitte.

## Rosa
| N. |                   | Ruolo | Calciatore           |
| -- | ----------------- | ----- | -------------------- |
|    | Italia (bandiera) | D     | Marco Babini         |
|    | Italia (bandiera) | C     | Lucio Biagiotti      |
|    | Italia (bandiera) | A     | Francesco Biasibetti |
|    | Italia (bandiera) | D     | Cristiano Cassiani   |
|    | Italia (bandiera) | C     | Francesco Celli      |
|    | Italia (bandiera) | C     | Marco Cicchitti      |
|    | Italia (bandiera) | C     | Mauro Curti          |
|    | Italia (bandiera) | D     | Massimiliano D'Urso  |
|    | Italia (bandiera) | A     | Maurizio Galli       |
|    | Italia (bandiera) | P     | Alessio Gianfanti    |
|    | Italia (bandiera) | P     | Donato Luzi          |

| N. |                   | Ruolo | Calciatore        |
| -- | ----------------- | ----- | ----------------- |
|    | Italia (bandiera) | C     | Walter Malerba    |
|    | Italia (bandiera) | A     | Michele Mancini   |
|    | Italia (bandiera) | D     | Marco Mengucci    |
|    | Italia (bandiera) | D     | Giovanni Milanesi |
|    | Italia (bandiera) | C     | Dante Neri        |
|    | Italia (bandiera) | D     | Marco Poletti     |
|    | Italia (bandiera) | C     | Luigi Pomponi     |
|    | Italia (bandiera) | A     | Marco Prati       |
|    | Italia (bandiera) | C     | Massimo Scardovi  |
|    | Italia (bandiera) | A     | Michele Scola     |
|    | Italia (bandiera) | A     | Danilo Tassari    |

## Risultati

### Campionato

#### Girone di andata
| Arbitro: | Cardona (Milano) |

|                                  |           |                         |
| Pomponi 44’ (rig.) Biagiotti 72’ | Marcatori | 60’ Brescia 69’ Innella |

| Arbitro: | Rosica (Roma) |

|                |           |                          |
| Tuttisanti 76’ | Marcatori | 66’ Scardovi 82’ Tessari |

| Arbitro: | Alfonso (Alghero) |

|             |           |  |
| Tessari 20’ | Marcatori |  |

| Arbitro: | Cucchiara (Bari) |

|          |           |  |
| Pepe 58’ | Marcatori |  |

| Forlì 19 ottobre 1986 5ª giornata | Forlì               | 0 – 0 | Civitanovese | Stadio Tullo Morgagni\| Arbitro: \| Bernardini (Rovigo) \| |
| Arbitro:                          | Bernardini (Rovigo) |       |              |                                                            |

| Arbitro: | Giordano (Udine) |

|               |           |                     |
| Pierleoni 65’ | Marcatori | 13’ (rig.) Cassiani |

| Forlì 2 novembre 1986 7ª giornata | Forlì               | 0 – 0 | Angizia Luco | Stadio Tullo Morgagni\| Arbitro: \| Capovilla (Carrara) \| |
| Arbitro:                          | Capovilla (Carrara) |       |              |                                                            |

| Arbitro: | Marchi (Padova) |

|                            |           |  |
| Strippoli 21’ Raffaele 89’ | Marcatori |  |

| Forlì 16 novembre 1986 9ª giornata | Forlì           | 0 – 0 | Jesi | Stadio Tullo Morgagni\| Arbitro: \| Cesari (Genova) \| |
| Arbitro:                           | Cesari (Genova) |       |      |                                                        |

| Arbitro: | Fucci (Salerno) |

|  |           |                |
|  | Marcatori | 71’, 81’ Galli |

| Arbitro: | Trinchieri (Roma) |

|           |           |            |
| Celli 31’ | Marcatori | 37’ Manari |

| Casarano 7 dicembre 1986 12ª giornata | Casarano          | 0 – 0 | Forlì | Stadio Giuseppe Capozza\| Arbitro: \| Lo Russo (Milano) \| |
| Arbitro:                              | Lo Russo (Milano) |       |       |                                                            |

| Forlì 14 dicembre 1986 13ª giornata | Forlì             | 0 – 0 | Perugia | Stadio Tullo Morgagni\| Arbitro: \| Puglisi (Messina) \| |
| Arbitro:                            | Puglisi (Messina) |       |         |                                                          |

| Arbitro: | Bellotti (Saronno) |

|              |           |                     |
| Scardovi 85’ | Marcatori | 54’ (rig.) Mazzucco |

| Arbitro: | Di Savino (Foggia) |

|             |           |                |
| Torrisi 18’ | Marcatori | 68’ M. Mancini |

| Arbitro: | Marchi (Padova) |

|                       |           |  |
| M. Mancini 88’ (rig.) | Marcatori |  |

| Arbitro: | Aceti (Seregno) |

|  |           |                |
|  | Marcatori | 30’ M. Mancini |

#### Girone di ritorno
| Matera 25 gennaio 1987 18ª giornata | Matera           | 0 – 0 | Forlì | Stadio XXI Settembre\| Arbitro: \| Taverniti (Roma) \| |
| Arbitro:                            | Taverniti (Roma) |       |       |                                                        |

| Arbitro: | Bencivenga |

|  |           |                      |
|  | Marcatori | 17’ (rig.) Del Zotti |

| Arbitro: | Mantovani (Genova) |

|                                      |           |           |
| Alberti Mazzaferro 25’ Menegatti 35’ | Marcatori | 56’ Celli |

| Arbitro: | Scaramuzza (Mestre) |

|                               |           |               |
| M. Mancini 17’, 89’ Galli 85’ | Marcatori | 44’ Tagliente |

| Arbitro: | Mitrugno (Legnano) |

|             |           |                       |
| Sopranzi 3’ | Marcatori | 38’ (rig.) M. Mancini |

| Arbitro: | Falca (Pinerolo) |

|  |           |             |
|  | Marcatori | 36’ Di Baia |

| Arbitro: | Leita (Udine) |

|                 |           |  |
| S. Baldacci 50’ | Marcatori |  |

| Forlì 15 marzo 1987 25ª giornata | Forlì          | 0 – 0 | Fidelis Andria | Stadio Tullo Morgagni\| Arbitro: \| Timpano (Roma) \| |
| Arbitro:                         | Timpano (Roma) |       |                |                                                       |

| Arbitro: | Scardia (Lecce) |

|                                            |           |  |
| G. Novellino 13’ Viscione 48’ Pascucci 89’ | Marcatori |  |

| Arbitro: | Mellina (Piacenza) |

|                                        |           |  |
| Biagiotti 31’ Scola 76’ M. Mancini 79’ | Marcatori |  |

| Arbitro: | Cardona (Milano) |

|                       |           |  |
| Jaconi 26’ Juvalò 70’ | Marcatori |  |

| Arbitro: | Pegoretti (Trento) |

|                           |           |  |
| M. Mancini 44’ D'Urso 81’ | Marcatori |  |

| Arbitro: | Raucci (Ercolano) |

|                                             |           |  |
| Logarzo 26’ Ravanelli 35’ (rig.) Boccia 35’ | Marcatori |  |

| Arbitro: | Casiraghi (Monza) |

|                           |           |  |
| Papa 42’ Alessandroni 44’ | Marcatori |  |

| Arbitro: | Mazzalupi (Roma) |

|  |           |             |
|  | Marcatori | 41’ D'Amico |

| Galatina 31 maggio 1987 33ª giornata | Pro Italia Galatina       | 0 – 0 | Forlì | Stadio Giuseppe Specchia\| Arbitro: \| Merlino (Torre del Greco) \| |
| Arbitro:                             | Merlino (Torre del Greco) |       |       |                                                                     |

| Forlì 7 giugno 1987 34ª giornata | Forlì           | 0 – 0 | Maceratese | Stadio Tullo Morgagni\| Arbitro: \| Sileo (Bergamo) \| |
| Arbitro:                         | Sileo (Bergamo) |       |            |                                                        |

### Coppa Italia

#### Girone H
| Arbitro: | Benazzoli (Bassano del Grappa) |

|                    |           |                    |
| Pepe 21’, 55’, 68’ | Marcatori | 62’ (rig.) Pomponi |

| Forlì 27 agosto 1986 2ª giornata | Forlì              | 0 – 0 | Centese | Stadio Tullo Morgagni\| Arbitro: \| Zucchini (Bologna) \| |
| Arbitro:                         | Zucchini (Bologna) |       |         |                                                           |

| Arbitro: | Trentalange (Torino) |

|                  |           |                     |
| Marasti 17’, 64’ | Marcatori | 10’ (aut.) Malaguti |

| Forlì 3 settembre 1986 4ª giornata | Forlì              | 0 – 0 | Ravenna | Stadio Tullo Morgagni\| Arbitro: \| Bizzarri (Ferrara) \| |
| Arbitro:                           | Bizzarri (Ferrara) |       |         |                                                           |

| Arbitro: | Mellina (Piacenza) |

|                      |           |                    |
| A. Briaschi 35’, 54’ | Marcatori | 60’ (rig.) Pomponi |

| Forlì 14 settembre 1986 6ª giornata | Forlì           | 0 – 0 | Sassuolo | Stadio Tullo Morgagni\| Arbitro: \| Marchi (Padova) \| |
| Arbitro:                            | Marchi (Padova) |       |          |                                                        |